# Quentin Faucompré
 (mai 2018).
Quentin Faucompré est un artiste français né le 17 novembre 1979 à Saint-Nazaire.

## Travail artistique
Quentin Faucompré est un artiste pluridisciplinaire, dessinateur, performeur, graphiste.
Le travail de Quentin Faucompré questionne l'idée de représentation, de variations, de rituels et de repères formels ou moraux. Cette approche n'exclut pas l'usage d'un humour incisif.
En parallèle à son travail artistique, il est l'un des instigateurs en 2005 avec Frédéric Déjean et Guillaume Dégé, du Orbis Pictus Club, structure atypique explorant la scène graphique contemporaine. Il est aussi membre actif dans les années 2010 de l'Armée noire, groupe protéiforme organisant performances, interventions surprises, éditions, lectures, principalement dans l'espace public.
À partir de 2019, Quentin Faucompré dirige le journal Mon Lapin Quotidien, dans un premier temps co-dirigé avec Patrice Killoffer, édité par L'Association.

## Distinctions
- Prix Grandville de l'Humour noir 2013 pour le Tarot de Mars.